# Бохман Ян Володимирович
Ян Володимирович Бохман (1933—1996) — лікар, доктор медичних наук. Працював у галузі онкогінекології.

## З біографії
Закінчив Московський медичний інститут ім. М. І. Пирогова (1956). Потім — аспірантуру НДІ онкології ім. Н. Н. Петрова (1960). Кандидат наук (1963). Доктор наук (1971). Обґрунтував фундаментальні концепції в онкогінекології. Сформулював положення про патогенетичні варіанти раку ендометрія, що дало змогу індивідуалізувати терапію хворих, досягти значного поліпшення результатів лікування. Модифікував розширені операції при раку ендометрія і раку вульви. Вперше встановив принципову можливість лікування високодиференційованого раку ендометрія за допомогою гормонотерапії.
Кар'єра: ординатор, завідувач гінекологічного відділення Красносельської районної лікарні Ленінградської області. Професор, завідувач онкогінекологічного відділення НДІ онкології ім. Н. Н. Петрова. Керував циклом досліджень з онкологічних аспектів таких гінекологічних захворювань, як ановуляція, синдром склеро-кістозних яєчників, міоми матки.
Дійсний член Нью-Йоркської академії наук, експерт декількох комітетів ВООЗ.

## Нагороди і відзнаки
Лауреат премій ім. В. С. Груздева, Н. Н. Петрова Російської Академії медичних наук.